# کاسپر کریستنسن
کاسپر کریستنسن (دانمارکی: Casper Christensen؛ زادهٔ ۲۲ اوت ۱۹۶۸) بازیگر، فیلم‌نامه‌نویس و صداپیشه اهل دانمارک است.
از فیلم‌ها یا سریال‌های تلویزیونی که وی در آن نقش داشته‌است، می‌توان به دلقک، رئیس همه و فریب‌کاری اشاره کرد.